# Joseph-Alfred Mongrain
Pour l’article homonyme, voir Mongrain.
Joseph-Alfred Mongrain (28 décembre 1908-23 décembre 1970) fut un agent de relations publiques et homme politique fédéral et municipal du Québec. Fils de Gédéon Mongrain et de Virginie Poliquin. Époux de Pierrette Gélinas et après son décès époux de Laurette Bélanger.

## Biographie
Né à Saint-Tite dans la région de la Mauricie, il entama sa carrière politique en servant comme maire de la ville de Trois-Rivières de 1949 à 1953 et de 1960 à 1963. Candidat du Parti libéral du Québec dans la circonscription provinciale de Trois-Rivières en 1952, il fut défait par le chef de l'Union nationale et premier ministre Maurice Duplessis.
Au niveau fédéral, il tenta à deux reprises d'être élu député du Parti libéral du Canada dans Trois-Rivières en 1953 et dans Champlain en 1958, mais il fut respectivement défait par les progressistes-conservateurs Léon Balcer et Paul Lahaye. Élu député indépendant dans Trois-Rivières en 1965, il fut réélu à titre de libéral en 1968. Il mourut en fonction en 1970.